# ملاحظات رجل مسن داعر

الاصدار الاول

ملاحظات رجل مسن داعر (بالإنجليزية: Notes of a Dirty Old Man)‏ هي عبارة عن مجموعة من الأعمدة الصحفية كتبها تشارلز بوكوفسكي لصحيفة أوبن سيتي - المدينة المفتوحة. تم تجميع الأعمدة ونشرها من قبل شركة إيسكس هاوس سنة 1969.